# Cuaespinós de Casaldàliga
El cuaespinós de Casaldàliga (Synallaxis simoni) és una espècie —o la subespècie Synallaxis albilora simoni, segons la classificació considerada— d'au passeriforme de la familía dels furnàrids i que pertany al gènere Synallaxis. És endèmic del Brasil.
El nom específic de Casaldàliga es refereix a Pere Casaldàliga (Balsareny, 1928), bisbe de São Félix do Araguaia.